# Myrospermum
Genre
Classification phylogénétique
Myrospermum est un genre de plantes à fleurs dicotylédones de la famille des Fabaceae, sous-famille des Faboideae, originaire des régions tropicales d'Amérique, qui comprend deux espèces acceptées.

## Liste d'espèces
Selon The Plant List (4 novembre 2018) :
- Myrospermum frutescens Jacq.
- Myrospermum sousanum A. Delgado & M.C. Johnst.